# Рукавиця нескінченності (комікс)
«Рукавиця нескінченності» (англ. «The Infinity Gauntlet») — обмежена серія коміксів від видавництва Marvel Comics, зі сценарієм від Джима Старліна, та малюнком від Джорджа Переза. Після своєї першої публікації, яка тривала з липня по грудень 1991 року, серія була багато разів передрукована у різних форматах і виданнях, збірках. Під час свого оригінального тривання також було опубліковано велику кількість випусків у інших серіях, в яких перетнулася ця сюжетна лінія (ці випуски називаються "тай-іни").
Ця обмежена серія була першої частиною трилогії Нескінченності. Продовження — «Війна нескінченності», було опубліковано вже наступного року.
Події цього сюжету продовжували згадуватися у коміксах Marvel протягом наступних десятиліть. Цей комікс залишався популярним серед шанувальників, тим самим вимагаючи багаторазових перевидань і адаптації, його темам і сюжетних елементів, які були адаптовані у відеоіграх, анімаційних мультфільмах та фільмах. Найголовнішою адаптацією став фільм 2018 року «Месники: Війна нескінченності» і його продовження 2019 року «Месники: Завершення».
24 квітня 2019 року видавництво MAL'OPUS випустило цей комікс українською, як раз напередодні прем'єри фільму «Месники: Завершення».

## Створення
Коріння цього сюжету знаходяться ще у давніх концепціях, розробленими у коміксах Старлін, які він написав і намалював для Marvel ще у 1970-х роках, в першу чергу це сам Танос і Камені Вічності. Старлін повернувся до Marvel в 1990 році як письменник для «Silver Surfer (Vol. 3)» (укр. «Срібний серфер (3-я серія)»), починаючи з випуску #34, з допомогою художника Ліма. Ця сюжетна лінія розвивалася протягом цілих шістнадцяти випусків з різних серій і двох спін-оффних випусків обмеженої серії «Thanos Quest» (укр. «Завдання Таноса»), перш ніж завершиться основна серії події під назвою «Рукавиця нескінченності». Улюблений серед фанатів художник Перез намалював перші три випуски і вісім сторінок четвертого випуску, перш ніж його напружений графік та невдоволення сюжетом коміксу привели до того, що його замінив Лім.

## Персонажі
- Танос — могутня інопланетна істота. Він нігіліст, закоханий у Пані Смерть, але вона спілкується з ним тільки через своїх слуг, тому що вважає його негідним її уваги. До сюжету Рукавиця нескінченності Танос зробив кілька пригод з пошуком здобуття влади, щоб завоювати її любов.
- Володарка Смерть — фізичне втілення смерті у Всесвіті Marvel. На ній велика пурпурна накидка, з-під якої видно тільки обличчя і руки, вона схожа чи то на красиву жінку, чи то на скелет. Вона одна з декількох космічних сутностей у Всесвіті.
- Адам Ворлок — стоїчний герой, який зупинив Танос під час Другої Війни Таноса. Під час останньої сутички з ним, він був спійманий в пастку всередині каменю душі, де він насолоджувався мирним існуванням в світі Душ.
- Срібний Серфер — гуманоїдний інопланетянин, який служив космічної сутності Галактус, знаходячи населені планети для нього, щоб споживати. Повставши проти Галактуса і, знайшовши свободу, Срібний Серфер тепер використовує силу, яку дав йому Галактус, щоб боротися з несправедливістю і спокутувати свою минулу участь у геноциді.
- Доктор Стрендж — один з супергероїв Землі. Він використовує магічні заклинання для боротьби з ворогами і здатний відкривати портали, щоб швидко переміщати людей з одного місця в інше.
- Небула — ватажок банди космічних піратів. Вона стверджує, що є онукою Таноса і командує його старим космічним кораблем.
- Мефісто — буквальний диявол, правитель версії Пекла (версії коміксів Marvel) і давній ворог Срібного Серфера. Він діє як підлабузник Таноса, але насправді він маніпулює Таносом, доводячи його до поразки.
- Вічність — це живе втілення Всесвіту. Якщо хтось не почне домінувати над ним з допомогою Каменів Вічності, він може регулювати усі аспекти всесвіту.
- Живий Трибунал — це істота, що володіє владою над Вічністю і Каменями Вічності. Йому доручена ще більш висока влада контролю всесвіту і підтримки балансу.

## Сюжет
Синопсис
Для лихого титанійця Таноса Рукавиця була Священним Граалем, найбажанішим зі здобутків. Вона дає всемогутність – повний контроль над усіма аспектами часу, простору, сили, реальності, розуму та душі. Така незборима сила означає початок чорного кошмару для всесвіту.Тепер, за крок від армагеддону, супергерої Землі на чолі з Адамом Ворлоком роблять відчайдушну спробу зупинити божевільного бога-нігіліста, перш ніж він штовхне світ на шлях галактичного самознищення. Якщо герої зазнають поразки, у бій ринуться астральні боги. Але чи зуміє хтось здобути перемогу в жахливому космічному зіткненні?
Докладно
- «Бог»
  - Оригінал: «God» («The Infinity Gauntlet #1»)
  - Сценарист: Джим Старлін
  - Художник: Джордж Перез
  - Сюжет: TBA
- «Із вогню у полум'я»
  - Оригінал: «From Bad to Worse» («The Infinity Gauntlet #2»)
  - Сценарист: Джим Старлін
  - Художник: Джордж Перез
  - Сюжет: TBA
- «Підготовка до війни»
  - Оригінал: «Preparations for War» («The Infinity Gauntlet #3»)
  - Сценарист: Джим Старлін
  - Художник: Джордж Перез
  - Сюжет: TBA
- «Космічна битва на краю всесвіту!»
  - Оригінал: «Cosmic Battle on the Edge of the Universe!» («The Infinity Gauntlet #4»)
  - Сценарист: Джим Старлін
  - Художник: Джордж Перез (1–9 стр) та Рон Лім (10–40 стр)
  - Сюжет: TBA
- «Астральне спустошення»
  - Оригінал: «Astral Conflagration» («The Infinity Gauntlet #5»)
  - Сценарист: Джим Старлін
  - Художник: Рон Лім
  - Сюжет: TBA
- «Заключне протистояння»
  - Оригінал: «The Final Confrontation» («The Infinity Gauntlet #6»)
  - Сценарист: Джим Старлін
  - Художник: Рон Лім
  - Сюжет: TBA

## Цікаві факти
- Спроби Таноса володіння Рукавицею нескінченності були оголошені загрозою космічного рівня.
- Подія цього коміксу стала відома як "Діло Рукавиці нескінченності" (англ. "Infinity Gauntlet Affair") або "Справа Таноса проти Всесвіту" (англ. "the case of Thanos v The Universe"), і була процитована у справі про вбивство Бейлі Бріґґса, щоб дозволити примарі зайняти позицію в суді, враховуючи, що всі, навіть за винятком надлюдського співтовариства, можуть повернутися до живих після їх смерті.
- Цей глобальний сюжет є першою частиною трилогії Нескінченності, дві наступні частини — Війна нескінченності і Хрестовий похід нескінченності.
- Поява та екранізація у Кіновсесвіті Marvel:
  - Сама Рукавиця нескінченності з'явилася у фільм 2011 року «Тор», як відсилка для шанувальників першоджерела фільмів - коміксів. Згодом, цей предмет виявився підробкою, бо Marvel Studios вирішила, що саме фільми про Месників адаптуватимуть сюжет Рукавиці нескінченності.
  - Сцена після титрів у фільмі 2015 року «Месники: Ера Альтрона» показала Таноса з новою, вже справжньою, рукавичкою, але тоді вона була ще без каменів.
  - Фільм 2018 року «Месники: Війна нескінченності» явно був натхненний та адаптував елементи з коміксу «Рукавиця нескінченності». Фільм зображує Таноса, який збирає Камені Вічності, щоб в результаті винищити половину живих створінь всесвіту.
- В Україні, видавництво MAL'OPUS встигло першим видати комікс Marvel Comics у твердій палітурці, саме ним і стала культова історія про Таноса та Камені Вічності. Хоча, на той момент, українське видавництво Мольфар Комікс уже давно запланувало випуск трьох коміксів Marvel на 2019 («Вічні», «Invincible Iron Man, Vol. 1: The Five Nightmares», «Marvels»), які на момент анонсу потенційно мали б бути першими у твердій палітурці — цього не трапилось, через вихід у тираж коміксу «Рукавиця нескінченності» у квітні 2019 року, який був у твердій палітурці. Проте, по суті, ніякого змагання не було.

## Українське видання
Рукавиця нескінченності (2019)
30 березня 2019 року було анонсовано випуск коміксу українською, разом із початком активності видавництва MAL'OPUS у соціальних мережах. 31 березня видавництво опублікувало пост з промо-зображенням з коміксу — де Танос закликає читачів проголосувати у виборах нового президента України (на 2019-2024 роки) „Ти маєш таке право і твій обов'язок — ним скористатися! Не ігноруй — проголосуй!“.
На початку квітня у багатьох крамниць відкрилось передзамовлення на комікс: Loot.com.ua, Ideo-Grafika.com, Geek-Point.com.ua, Cosmic.com.ua. 13 квітня на обліковому записі видавництва соц. мережі Facebook була опублікована інформація про комікс: синопсис, тех. інформація (обкладинка: тверда, покриття soft touch, вибіркове лакування; кількість сторінок: 256, формат: 17х26 см.), та дата виходу: "кінець квітня 2019".
23 квітня видавництво було на допрем'єрному показі фільму «Месники: Завершення», з великим стендом коміксу у вигляді розгорнутого коміксу перед яким стояла велика Рукавиця нескінченності. Там же були присутні деякі творці перекладу коміксу, а також декілька перших примірників, які могли погортати усі охочі. 24 квітня комікс став доступний у багатьох крамницях та почав активний продаж.
В Україні комікс отримав позитивні відгуки від читачів та видань, як про оригінальний сюжет, так і про українське видання. Видання Vertigo у своїй рецензії відмітило, що українське видання не містить помилок у перекладі, проте має дрібні огріхи у вигляді трішки обрізаної верстки на декількох сторінках. Інтернет-видання PlayUA: "[Цей комікс] обов'язковий до прочитання всім фанатам фільмів [КВМ, Marvel], що ще тут скажеш". 5 липня 2019 року, Журнал «Світ Фентезі» анонсував скору публікацію своєї рецензії на комікс «Рукавиця нескінченності».